# Prignitz
Prignitz (phát âm tiếng Đức: [ˈpʁiːɡnɪts]) là một huyện (Kreis) nằm ở phía tây bắc của Brandenburg, Đức. Giáp ranh giới (từ phía bắc chiều kim đồng hồ) với các huyện Ludwigslust và Parchim ở Mecklenburg-Vorpommern, huyện Ostprignitz-Ruppin, huyện Stendal ở Saxony-Anhalt và huyện Lüchow-Dannenberg ở Lower Saxony.

## Xã và thị trấn
| Amt-free towns | Ämter | |
| --- | --- | --- |
| 1. Perleberg 2. Pritzwalk 3. Wittenberge Amt-free municipalities 1. Groß Pankow (Prignitz) 2. Gumtow 3. Karstädt 4. Plattenburg | 1. Bad Wilsnack/Weisen 1. Bad Wilsnack1, 2 2. Breese 3. Legde/Quitzöbel 4. Rühstädt 5. Weisen 2. Lenzen-Elbtalaue 1. Cumlosen 2. Lanz 3. Lenzen (Elbe)1, 2 4. Lenzerwische | 3. Meyenburg 1. Gerdshagen 2. Halenbeck-Rohlsdorf 3. Kümmernitztal 4. Marienfließ 5. Meyenburg1, 2 4. Putlitz-Berge 1. Berge 2. Gülitz-Reetz 3. Pirow 4. Putlitz1, 2 5. Triglitz |
| 1seat of the Amt; 2town | | |